# 55년 체제

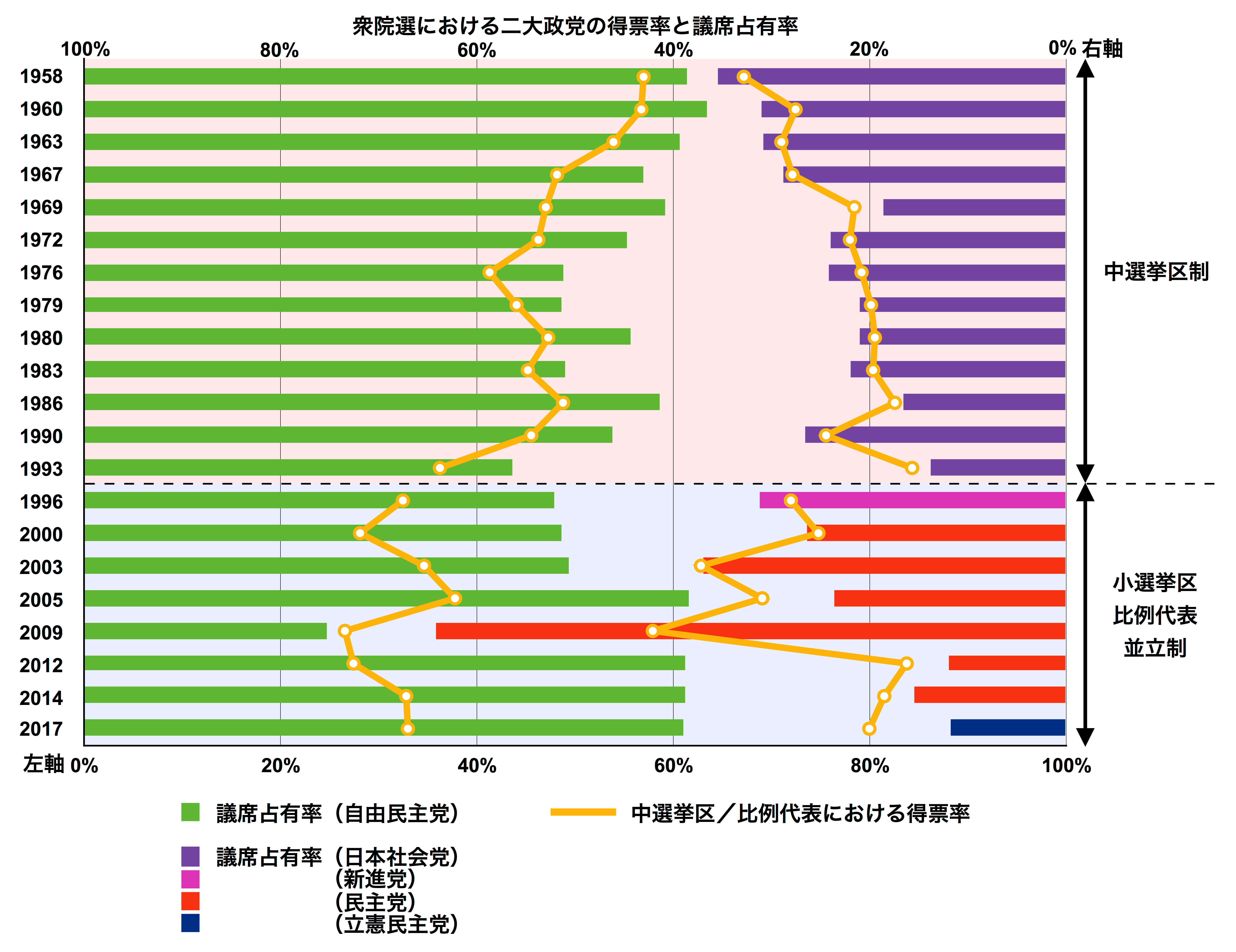
소위 55년 체제는 사회당(보라색)이 집권가능 의석은 확보하지 못하지만 그렇다고 자민당(초록색)이 개헌정족수를 채우지도 못하는 1.5당 체제로 특징지어진다.

55년 체제는 일본에서 1955년 이후 여당인 자유민주당과 야당인 일본사회당의 양대 정당 구조가 형성된 체제를 말한다. 일반적으로 1993년에 자민당 내각이 붕괴되고, 이후 사회당이 쇠퇴하면서 끝났다고 평가받는다. 정치학자 마스미 준노스케가 1964년에 발표한 논문 〈1955년의 정치체제〉(《사상》(思想) 1964년 4월호)에서 처음으로 사용했다.
태평양 전쟁이 끝나고 무산정당이 합법화 되면서 일본사회당이나 일본공산당 등이 성립하는 한편, 보수정당도 난립하게 되었다. 일본사회당은 1951년에 대일강화조약과 미일안전보장조약, 일명 안보에 대한 태도가 다른 좌파와 우파가 나뉘게 되면서 확장에 매진하게 되었다. 그러나 일본사회당의 분열은 보수정권의 역코스나 개헌 논의에 대항하기 위해 호헌과 반안보라는 깃발 아래 1955년에 다시 합치게 되면서, 세력 확장에 힘을 기울였던 좌파와 우파를 합친 세력은 일본의 최대 정당으로 부상하였다.
개헌·보수·안보수호를 내건 자유민주당과, 호헌·혁신·안보철폐를 내세운 일본사회당의 양대 정당이 출범하면서 일명 55년 체제가 탄생했다. 1955년에 성립한 체제이므로 이후에 55년 체제라고 불리게 되었다.

## 1과 2분의1 구조의 고착화
자유민주당은 헌법이 강요되었다는 주장 하에, 자주 헌법의 제정을 당의 기본 방침으로 정했다. 그리고 1958년의 제28회 중의원 총선거에서는 서로 과반수 이상의 후보를 세워 정면으로 경쟁했다. 이 선거의 투표율 76.99퍼센트는 남녀 보통선거 실시 이후의 일본 최고의 기록이며, 양대 정당에 대한 국민의 관심이 표출된 것이라고 할 수 있다. 그 결과 총 467명 중 자유민주당이 287석을, 일본사회당이 166석을 획득해 양대 정당이 97퍼센트의 의석을 차지했다. 다만 일본사회당은 기존 의석에서 몇 석을 늘렸을 뿐이라 개헌저지선인 3분의 1을 차지한 것에 만족해야 했다.
이처럼 사실 양대 정당이라고 해도 선거나 국회에서는 양 당의 비율이 2대 1에 가까웠다. 때문에 ‘1과 2분의1 정당제’라는 표현이 나타나기도 했다. 보수와 혁신의 비율이 2대 1으로 나타난 것은 1947년에 보수 세력이 분열되면서 일본사회당이 제1당으로 부상한 제23회 중의원 총선거에서도 이미 나타나 있었다.
55년 체제는 일본사회당이 정권을 취하지 못하고, 자유민주당은 헌법 개정을 위한 3분의 2 이상의 의석을 확보하지 못한, 정권 교체와 헌법 개정이 없는 체제에 해당한다.

## 일본사회당의 쇠퇴
1960년대에 들어서면서 국민들에게 신헌법이 정착되고, 자유민주당의 의원도 개헌에 신경쓰지 않는 의원이 주류가 되었다. 이를 통해 보수 본류로 불리는 의원들을 중심으로 안전보장면에 있어서 미국에 의존하고, 국방 예산을 경제 정책으로 돌리는 정책이 채용되었다. 이러한 과정 속에서 ‘호헌과 반안보’를 내세운 일본사회당은 그 정체성이 희미해지게 되었다.
사회적으로도 안보 체제를 받아들이기 시작한 1960년대에, 일본사회당은 이탈리아공산당에서 유래한 구조개혁론을 도입하기도 했지만, 의회를 경시하고 사회주의 혁명에 사로잡힌 좌파에 의해 배격되었다. 결국 ‘호헌과 반안보’를 계속해서 고집하는 좌파 주도의 일본사회당은 그 지지기반을 상실하기 시작했다.
그 뿐 아니라 주요 지지기반이 좁아지면서 결국 노동조합이 주류가 되었고, 1960년대말부터는 선거에서 줄곧 후보자를 줄이는 대책을 세우게 되었다. 정권 획득의 의욕을 보이지 않고, 선거때마다 세력을 줄인 이러한 경향은 ‘장기 저락 경향’이라고 불린다. 게다가 민사당과 일본공산당의 성장, 공명당의 결성 등으로 야당이 분열되면서, 자유민주당에 대적할 수 있는 정당은 찾을 수 없게 되었다.
자유민주당도 세력이 줄어들기는 했지만, 일본사회당 또한 세력은 늘지 않고 줄기만 했다. 게다가 20세기 말 공산주의 국가들이 몰락하고 냉전 체제가 무너지면서, 사회주의에 대한 국민의 기대감이 사라지기 시작한 것도 세력 감소에 박차를 가했다.
이후 일본사회당의 지지 세력은 선거제도의 변화 등과 맞물려 1998년 창당한 입헌민주당에 대거 넘어가게 된다.

## 자유민주당의 일시적 몰락과 체제 붕괴
자유민주당의 일당 독재가 무너지리라고는 다수가 예상하지 못했지만, 오직(汚職) 사건이 속출하면서 정치에 대한 불신이 증가하기 시작했다. 게다가 다나카 가쿠에이가 자유민주당 내의 파벌간의 세력 균형을 무너뜨리면서, 자유민주당 내에도 혼란이 가속화되었다. 게다가 거품경제의 붕괴와 그에 따른 불황, 그리고 끊이지 않은 정치에 대한 불신이 자유민주당의 지지를 하락시켰다.
일본사회당은 도이 다카코를 중심으로 하는 마돈나 선풍, 도이 칠드런의 등장 등으로 일시적으로 세력을 확대하는 것처럼 보였지만, 다시 장기적인 저락에 돌입했다. 자유민주당의 지지율 감소에도 불구하고, 증가하지 않는 일본사회당의 낮은 지지율은 자체적인 불만과 무력감을 높였고, 결국 이는 다시 정치에 대한 무관심의 증가를 낳았다.
1988년의 리쿠르트 사건이나 1992년의 도쿄사가와큐빈 사건 등으로 정치에 대한 불신이 극에 달했고, 미야자와 기이치 내각의 정치개혁 법안에 반대하는 자유민주당 의원이 대량으로 탈당하면서 하다 쓰토무·오자와 이치로 등이 신생당을 결성하고, 다케무라 마사요시는 신당 사키가케를 결성했다. 그 결과 1993년의 중의원 총선거에서 자유민주당은 의석이 대폭 감소했고, 일본사회당 또한 참패하는 결과를 가져왔다.
그러나 자유민주당의 탈당자를 중심으로 한 신생당·신당 사키가케·호소카와 모리히로의 일본신당, 공명당, 민사당이 약진하면서 자유민주당을 기반으로 하는 미야자와 기이치 내각은 총사직하게 되었다. 야당은 호소카와 모리히로를 총리로 옹립하는 것에 합의하고, 자유민주당과의 연계를 모색한 일본사회당과 신당 사키가케도 수락하여 호소카와 내각이 출범하게 되었다. 이로써 ‘55년 체제’는 정식으로 종언을 고하게 된다.
그나마 자민당 입장에서 불행 중 다행이라면 이후 몰락한 사회당과 달리 다시 지지세를 확보해 부활했다는 점일 것이다.

## 같이 보기
- 자유민주당 (일본)
- 일본사회당
- 보수합동